# Noccaea orbiculata
Noccaea orbiculata — вид однолетних травянистых растений рода Яруточка (Noccaea) семейства Капустные (Brassicaceae). Возможными русскоязычными названиями являются Яруточка округлая или Ноккея округлая, однако в авторитетных источниках они не встречаются.

## Экология и распространение
Произрастает в западном Закавказье на высотах от 600 до 1000 м над уровнем моря. Описан из Грузии (эндемик).

## Ботаническое описание
Стебель простой, голый.
Листья обратно-овальные, цельнокрайные, прикорневые на черешках, стеблевые — стеблеобъемлющие.
Лепестки белые, длиной 2 мм, немного длиннее чашелистиков.
Стручочки округлые, диаметром 11—17 мм, гнёзда 3—8-семянные.

### Таксономия[1]
Noccaea orbiculata (Steven ex DC.) Al-Shehbaz, 2014, Harvard Pap. Bot. 19: 43
Вид Noccaea orbiculata относится к роду Ноккея (Noccaea) семейства Капустные (Brassicaceae) порядка Капустоцветные (Brassicales). Кладограмма в соответствии с Системой APG IV по состоянию на июнь 2023 года:
|  |                                      |  |                                   |                                   |                     |  | ещё 16 семейств | ещё 16 семейств |                    |  |  |  | еще 120 подтвержденных видов и 9 видов, ожидающих подтверждения |
|  |                                      |  |                                   |                                   |                     |  | ещё 16 семейств | ещё 16 семейств |                    |  |  |  | еще 120 подтвержденных видов и 9 видов, ожидающих подтверждения |
|  |                                      |  |                                   | порядок Капустоцветные            |                     |  |                 |                 | род Ноккея         |  |  |  |                                                                 |
|  |                                      |  |                                   | порядок Капустоцветные            |                     |  |                 |                 | род Ноккея         |  |  |  |                                                                 |
|  | отдел Цветковые, или Покрытосеменные |  |                                   |                                   | семейство Капустные |  |                 |                 | Noccaea orbiculata |  |  |  |                                                                 |
|  | отдел Цветковые, или Покрытосеменные |  |                                   |                                   | семейство Капустные |  |                 |                 |                    |  |  |  |                                                                 |
|  |                                      |  | ещё 63 порядка цветковых растений | ещё 63 порядка цветковых растений |                     |  |                 | ещё 354 рода    | ещё 354 рода       |  |  |  |                                                                 |
|  |                                      |  |                                   | ещё 63 порядка цветковых растений |                     |  |                 |                 | ещё 354 рода       |  |  |  |                                                                 |